# Heuristique de reconnaissance

« Si l'un des deux objets est reconnu et que l'autre ne l'est pas, on en déduit que l'objet reconnu a la valeur la plus élevée par rapport au critère. »

## Spécificités du domaine
α = C/(C+W)

C’est le nombre d'inférences correctes que l'heuristique de reconnaissance ferait, calculé sur toutes les paires dans lesquelles une alternative est reconnue et l'autre non, et W est le nombre d'inférences erronées. Les domaines dans lesquels l'heuristique de reconnaissance a été appliquée avec succès comprennent la prédiction de propriétés géographiques (telles que la taille des villes, des montagnes, etc.),, d'événements sportifs (tels que les championnats de Wimbledon et de football,,) et d'élections. Les recherches montrent également que l'heuristique de reconnaissance est pertinente pour la science du marketing. Les heuristiques basées sur la reconnaissance aident les consommateurs à choisir les marques à acheter dans les catégories fréquemment achetées. Un certain nombre d'études se sont penchées sur la question de savoir si les gens se fient à l'heuristique de reconnaissance d'une manière rationnelle. Par exemple, la reconnaissance du nom des villes suisses est un prédicteur valable de leur population (α = 0,86) mais pas de leur distance par rapport au centre de la Suisse (α = 0,51).Pohl a rapporté que 89% des inférences s'accordaient avec le modèle dans les jugements de la population, contre seulement 54% dans les jugements de la distance. Plus généralement, il existe une corrélation positive de r = 0,64 entre la validité de reconnaissance et la proportion de jugements conformes à l'heuristique de reconnaissance dans 11 études. Une autre étude de Pachur suggère que l'heuristique de reconnaissance est plus probablement un outil pour explorer la reconnaissance naturelle plutôt que provoquée (c'est-à-dire non provoquée dans un cadre de laboratoire) lorsque les inférences doivent être faites à partir de la mémoire. Dans l'une de ses expériences, les résultats ont montré qu'il y avait une différence entre les participants dans un cadre expérimental et ceux dans un cadre non expérimental.

## L’effet «  moins c’est plus»
L'effet "moins, c'est plus" (provenant de l'expression anglaise "Less is more effect") est à ne pas confondre avec l'effet "moins c'est mieux".

## Controverses
La recherche sur l'heuristique de reconnaissance a suscité un certain nombre de controverses.